# Дюфиль, Моник
Моник Дюфиль (фр. Monique Duphil; род. 24 апреля 1936, Бордо) — французская пианистка.
Окончила Парижскую консерваторию (1951), ученица Маргерит Лонг и Жана Дуайена (фортепиано), Жозефа Кальве (камерный ансамбль). В дальнейшем совершенствовалась под руководством Гарриет Серр.
Дебютировала как солистка в возрасте 15 лет, исполнив Первый концерт Феликса Мендельсона с Оркестром концертного общества Парижской консерватории. В 1955 году была финалисткой Конкурса пианистов имени Шопена в Варшаве, удостоившись почётного упоминания. Концертировала вместе с первым мужем, скрипачом Морисом Ассоном, в 1960 году вместе с ним уехала из Франции в Венесуэлу, преподавала в Андском университете (среди её учеников Амилькар Ривас).
Начиная с 1970-х гг. интенсивно гастролировала по всему миру как солистка. В 1976 и 1980 гг. выступала с Филадельфийским оркестром под управлением Юджина Орманди. В 1980-х гг. преподавала в Гонконге, гастролировала по тихоокеанскому региону вместе со вторым мужем, виолончелистом Джеем Хьюмстоном. В общей сложности на протяжении исполнительской карьеры выступила в 50 странах. С 1992 года профессор консерватории Оберлинского колледжа в США.
Записала альбом фортепианных миниатюр Анатолия Лядова (1986), сонаты и трио Эйтора Вила-Лобоса (вместе с Джеем Хьюмстоном и скрипачом Антонио Шпиллером, сыном Льерко Шпиллера).